# جيل غاستون دريفوس
جيل غاستون دريفوس (بالفرنسية: Gilles Gaston-Dreyfus )‏ (و. 1966 – م) هو ممثل من فرنسا . ولد في سان كلو .

## روابط خارجية
- جيل غاستون دريفوس على موقع IMDb (الإنجليزية)
- جيل غاستون دريفوس على موقع ألو سيني (الفرنسية)
- جيل غاستون دريفوس على موقع أول موفي (الإنجليزية)
- جيل غاستون دريفوس على موقع قاعدة بيانات الأفلام السويدية (السويدية)
- جيل غاستون دريفوس على موقع قاعدة بيانات الفيلم (الإنجليزية)
- جيل غاستون دريفوس على موقع كينوبويسك (الروسية)